# Hennadij Prychod´ko
Hennadij Mykołajowycz Prychod´ko, ukr. Геннадій Миколайович Приходько (ur. 14 sierpnia 1973) – ukraiński piłkarz, który występował na pozycji pomocnika oraz trener piłkarski.

## Kariera piłkarska
Pierwsze lekcji piłki nożnej otrzymał w specjalnej klasie w rodzimym Inhulcu. Po pewnym czasie przeniósł się do Kijowa, gdzie uczył się w Republikańskiej Szkole z Internatem Sportowym (RSSzI). W 1990 roku rozpoczął karierę piłkarską w składzie klubu Dynamo Biała Cerkiew, który potem przyjął nazwę Roś. Latem 1993 został zaproszony do wyższoligowego Krywbasu Krzywy Róg, w którym rozegrał ponad 100 meczów. Latem 1998 przeniósł się do Torpeda Zaporoże. Pierwszą cześć sezonu 1999/2000 spędził w drużynie Dnipro Dniepropetrowsk, a drugą w drużynie Zirka Kirowohrad. Latem 2000 roku przeszedł do łotewskiego klubu FK Dinaburg, który objął młody ukraiński trener, były partner piłkarza w Krywbasie, Roman Hryhorczuk. Po powrocie do Ukrainy sezon 2002/03 spędził w klubie Polihraftechnika Ołeksandrija. Pod koniec sezonu ze względu na problemy finansowe klub wycofał się z rozgrywek, a piłkarz przeniósł się do Nywy z Winnicy. Po zakończeniu sezonu 2003/04 piłkarz wrócił do Krzywego Rogu, kontynuując występy w tamtejszym Hirnyku, grającym w Drugiej lidze. W 2005 roku wrócił do odrodzonego FK Ołeksandrija, po czym zakończył zawodową karierę piłkarza. Potem jeszcze występował w amatorskich drużynach, m.in. Alhofabryka Krzywy Róg, Sewasz Dniepropetrowsk czy Mittal Krzywy Róg.

## Kariera trenerska
Po otrzymaniu propozycji pracy w Krywbasie Krzywy Róg w 2005 zaczął szkolić rezerwy klubu. W 2007 stał na czele trzeciej drużyny klubu, Krywbas-3 Krzywy Róg. Na początku maja 2010 roku został zaproszony na stanowisko głównego trenera drużyny Hirnyk Krzywy Róg, z którym wywalczył awans z Drugiej do Pierwszej ligi. W lipcu 2020 klub połączył się z lokalnym rywalem, Krywbasem Krzywy Róg. Trener i większość piłkarzy przeniosła się do nowego klubu. 30 września 2021 za obopólną zgodą opuścił stanowisko głównego trenera Krywbasu. W 2022 został powołany na stanowisko doradcy prezesa klubu.

## Sukcesy i odznaczenia

### Sukcesy piłkarskie
FK Dinaburg
- Puchar Łotwy:
  - finalista (1x): 2001

### Sukcesy trenerskie
Krywbas Krzywy Róg
- Druha liha:
  - wicemistrz (1x): 2020/21